# يوغورسك
يوغورسك (بالروسية: Югорск) هي إحدى مدن روسيا في الكيان الفدرالي الروسي أوكروغ خانتي - مانسي الذاتية.

## مراجع

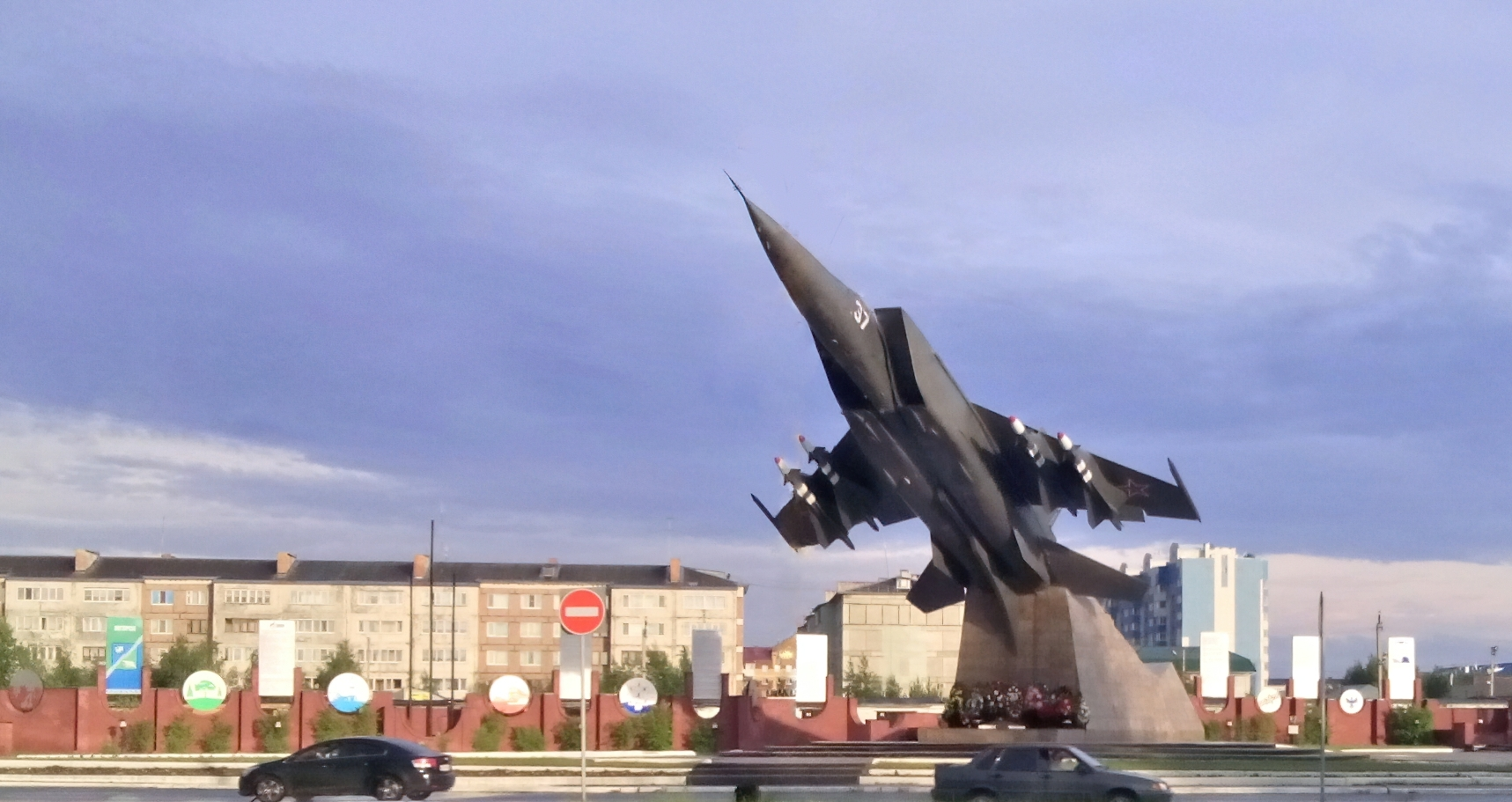
MiG-31.